# Dyspteris moinieri
Dyspteris moinieri là một loài bướm đêm trong họ Geometridae.